# Live Club Koko
Live Club Koko — концертный альбом электроклэшевой группы Client, изданный в 2006 году, ограниченным тиражом (всего 200 копий).

## Об альбоме
Live Club Koko был записан в клубе Club Koko. Это первая официальная концертная запись выступления, состоявшегося 16 февраля в Club Koko, Camden Palace, Лондон. Сейчас доступен для скачивания с одного из сайтов группы Client.

## Список композиций
1. In it for the money
2. Radio
3. Down to the underground
4. Rock and roll machine
5. Client
6. Overdrive
7. It’s rock and roll
8. Here and now
9. Pornography

## Участники записи
- Кейт Холмс (Kate Holmes) — клавишные, вокал
- Сара Блэквуд (Sarah Blackwood) — вокал
- Эмили Манн (Emily Mann) — бас-гитара